# 美因河畔蔡尔
美因河畔蔡尔（德語：Zeil am Main，官方拼写为，發音：[ˈtsaɪl ʔam ˈmaɪn]）是德国巴伐利亚州下弗兰肯行政区哈斯山县的城市，面积35.72平方千米，2023年12月31日人口为5,631人。